# Justine Triet
Justine Triet, född 17 juli 1978 i Fécamp,  är en fransk filmregissör, manusförfattare och klippare. 
Triet har en examen från École nationale supérieure des Beaux-Arts. Hon långfilmsdebuterade med Age of Panic 2013. Rättegångsdramat Fritt fall hade premiär på Filmfestivalen i Cannes 2023, där den vann Guldpalmen. Triet är den tredje kvinna att tilldelas Guldpalmen i festivalens historia.